# Zaranda
Se le llama zaranda a una especie de recipiente grande con una tela, chapa o tejido con agujeros que sirve para limpiar un material o mezcla de materiales que tenga partículas de distintos tamaños, quedando dentro de la zaranda las partículas gruesas que no sirven para nada, cayendo lo que sirve. Por ejemplo, si es arena y piedras, en la parte superior quedarían las piedras y la arena se precipitaría por los agujeros. 
Asimismo, zaranda es sinónimo de cedazo o criba.
También se le llama zaranda a una especie de tubo cuadrangular, compuesto de cuatro palas que se estrechan hacia el suelo el cual está compuesto de una red hecha de lias delgadas. Esta zaranda sirve en los lagares y más comúnmente en las lagaretas para acribar o 'sacudir', que es el término que usan, el orujo que queda de la uva después de pisada, de modo que con este zarandeo se separen del todo los escobajos.
Por otro lado, se llama igualmente zaranda a un juego infantil tradicional de Venezuela.